# James Aloysius Griffin
James Aloysius Griffin (Chicago, 27 febbraio 1883 – Chicago, 5 agosto 1948) è stato un vescovo cattolico statunitense.

## Biografia
Monsignor James Aloysius Griffin nacque a Chicago, Illinois, il 27 febbraio 1883 da Thomas Griffin e Catherine (nata Woulfe).

### Formazione e ministero sacerdotale
Frequentò la St. Gabriel High School e il St. Ignatius College di Chicago. Compì gli studi per il sacerdozio al Kenrick Seminary di Saint Louis prima di proseguire gli studi a Roma presso il Pontificio ateneo de Propaganda Fide dove conseguì il dottorato in filosofia nel 1906 e il dottorato in teologia nel 1910. Mentre era a Roma risiedette al Pontificio collegio americano del Nord e fu segretario del cardinale Rafael Merry del Val.
Il 4 luglio 1909 fu ordinato presbitero a Roma. L'anno successivo tornò negli Stati Uniti. In seguito fu curato della chiesa di San Giacomo a Chicago dal 1910 al 1915, curato della chiesa di San Brendan a Chicago dal 1915 al 1917, parroco della parrocchia dell'Assunzione a Coal City dal 1917 al 1921 e parroco della parrocchia di Santa Maria a Joliet dal 1921 al 1924.

### Ministero episcopale
Il 26 ottobre 1923 papa Pio XI annunciò il trasferimento della sede vescovile da Alton a Springfield e pochi giorni dopo, il 10 novembre, nominò Griffin vescovo di quella diocesi. Ricevette l'ordinazione episcopale il 25 febbraio successivo nella cattedrale del Santo Nome di Chicago dall'arcivescovo metropolita di Chicago George William Mundelein, coconsacranti il vescovo di Toledo Samuel Alphonsus Stritch e il vescovo ausiliare di Chicago Edward Francis Hoban.
Il primo compito di monsignor Griffin fu spostare la cancelleria diocesana da Alton a Springfield e istituire una nuova cattedrale. La chiesa di Santa Maria, nel centro di Springfield, funse da pro-cattedrale ma l'edificio, costruito nel 1859, mostrava la sua età. Nel 1927 monsignor Griffin lanciò la campagna della cattedrale per raccogliere fondi per il nuovo edificio e nel giro di un mese raggiunse il suo obiettivo di 750 000 dollari e poco dopo, superò il milione di dollari. Monsignor Griffin aveva programmato la costruzione della cattedrale in modo che fosse completata in tempo per la celebrazione del giubileo di diamante della diocesi. La cattedrale dell'Immacolata Concezione venne dedicata il 14 ottobre 1928 e fu l'evento culminante dei quattro giorni di festività per il giubileo.
Di giorno in giorno, monsignor Griffin amministrava la diocesi proprio come un uomo d'affari gestisce un'azienda. Monsignor Michael A. Tarrent, già segretario del vescovo James Ryan, lavorò con monsignor Griffin per centralizzare l'amministrazione della diocesi creando una serie di nuovi uffici. Venne nominato un direttore delle scuole parrocchiali, ad esempio, che si occupava della selezione dei libri di testo coordinando gli istituti e organizzando gli insegnanti. Un controllore si assunse invece la responsabilità degli affari fiscali della diocesi.
La creazione dei servizi sociali cattolici (oggi Catholic Charities) nel 1925 esemplificò il nuovo stile di gestione. Il direttore, formato nel lavoro sociale, coordinò lo sforzo delle istituzioni cattoliche e delle organizzazioni laicali. Ad esempio, durante la Grande depressione, i servizi sociali cattolici, in collaborazione con il St. John's Hospital, avviarono un programma per sfamare gli affamati. La St. John's Breadline per un po' di tempo operò direttamente dalla cucina dell'ospedale ma, alla fine, divenne un'operazione indipendente. L'ufficio aiutò anche le famiglie e gli individui a chiedere aiuto e ad approfittare dei molti programmi del New Deal. La tendenza centralizzatrice era coerente con la filosofia progressista secondo cui programmi ben gestiti potevano migliorare le condizioni sociali.
Monsignor Griffin fu un forte sostenitore dell'Azione Cattolica, consistente in organizzazioni laiche dedite alla promozione della missione della Chiesa. Un esempio di un gruppo di Azione Cattolica è l'Organizzazione giovanile cattolica, che impiegò una varietà di programmi sociali, religiosi, culturali e atletici per migliorare lo sviluppo dei giovani cattolici. Monsignor Griffin nominò dei sacerdoti moderatori per sovrintendere alle organizzazioni dell'Azione Cattolica come la Società del Santo Nome, il Consiglio diocesano delle donne cattoliche, la Confraternita della dottrina cristiana, la Legione di Maria e la Legione della Decenza.
In campagna padre Charles Nell, che lavorava nel decanato di Effingham, iniziò un programma innovativo e di successo per rinvigorire le parrocchie rurali della diocesi. Con l'aiuto di Edith Feldhake, un parrocchiano di Sant'Antonio, istituì la Co-op Parish Activities Services, un'organizzazione senza scopo di lucro che serviva le chiese e le scuole rurali in tutto l'Illinois. Le parrocchie partecipanti pagavano una quota di iscrizione che li autorizzava a ricevere informazioni, aiuti catechistici, film, grafici e altre forniture per la parrocchia e la scuola.
Nell, Feldhake e la Cooperativa facevano parte di un movimento più ampio, la National Catholic Rural Life Conference. L'organizzazione venne fondata nel 1923 con l'obiettivo di migliorare la vita dei cattolici rurali. A questo proposito, padre Nell affrontò i bisogni sociali delle comunità rurali organizzando picnic, partite di baseball e altre attività. Consultò anche l'agente della contea di Effingham per elaborare un piano per la rotazione delle colture e organizzò dei club di studio in modo che gli agricoltori potessero imparare di più sui vantaggi delle moderne tecniche agricole. La malattia costrinse padre Nell a interrompere la sua collaborazione con la cooperativa nel 1956 ma essa fece molto per migliorare la vita dei cattolici rurali ed è davvero uno dei contributi maggiori della diocesi di Springfield in Illinois alla Chiesa americana.
Monsignor Griffin eresse 51 nuove chiese, scuole, conventi e istituzioni caritative. Il costo totale speso nei suoi primi dieci anni di episcopato era prossimo ai 6,5 milioni di dollari. Fondò la Marquette Catholic High School ad Alton e lo Springfield College.
Nel 1939 si unì al vescovo di Erie John Mark Gannon e a monsignor Michael Joseph Ready per una visita in Messico per conferire con l'arcivescovo di Città del Messico Luis María Martínez in un seminario fondato a Las Vegas, nel Nuovo Messico, per fornire sacerdoti alla Chiesa messicana, poiché i seminari all'epoca erano illegali in quel paese.
Dopo l'elezione di George D. Stoddard come presidente della Università dell'Illinois nel 1945, monsignor Griffin condannò l'affermazione di Stoddard contenuta nel suo libro "The Meaning of Intelligence": "i concetti artificiali, come ad esempio diavoli, streghe, tabù, fuoco infernale, peccato originale e rivelazione divina hanno distorto i processi intellettuali di milioni di persone". Monsignor Griffin disse: "Vogliamo sapere per cosa stiamo pagando. Migliaia di futuri studenti di Stoddard credono nella validità oggettiva del peccato originale e dell'inferno. Evidentemente cercherà di espropriare le sue accuse della loro debolezza mentale". In risposta, Stoddard disse che "sarebbe stato molto più felice se il vescovo e il suo gruppo leggessero l'intero libro e questo, considerato nel suo insieme, ha effettivamente spinto un ritorno alla religione".
Morì al St. John's Hospital di Chicago alle 19.55 del 5 agosto 1948 all'età di 65 anni, dopo una malattia che si protraeva dalla metà luglio. Le esequie si tennero l'11 agosto nella cattedrale dell'Immacolata Concezione a Springfield e furono presiedute dal cardinale Samuel Alphonsius Stritch. Speciali trasmissioni radiofoniche delle stazioni di Springfield trasmisero in diretta la messa funebre seguita localmente da WTAX. Anche le stazioni di altre città, incluse quelle di Bloomington, Peoria, Tuscola e Decatur, trasmisero il servizio funebre. Furono anche allestiti degli altoparlanti fuori dalla Chiesa per coloro che non potevano entrare nella cattedrale. Al termine del rito fu sepolto nella cripta della cattedrale.
Monsignor Griffin introdusse la diocesi nell'era moderna ma non avrebbe potuto immaginare che il suo successore, William Aloysius O'Connor, avrebbe partecipato agli ampi cambiamenti introdotti dal Concilio Vaticano II.

## Genealogia episcopale
La genealogia episcopale è:
- Cardinale Scipione Rebiba
- Cardinale Giulio Antonio Santori
- Cardinale Girolamo Bernerio, O.P.
- Arcivescovo Galeazzo Sanvitale
- Cardinale Ludovico Ludovisi
- Cardinale Luigi Caetani
- Cardinale Ulderico Carpegna
- Cardinale Paluzzo Paluzzi Altieri degli Albertoni
- Cardinale Gaspare Carpegna
- Cardinale Fabrizio Paolucci
- Cardinale Francesco Barberini
- Cardinale Annibale Albani
- Cardinale Federico Marcello Lante Montefeltro della Rovere
- Vescovo Charles Walmesley, O.S.B.
- Arcivescovo John Carroll
- Cardinale Jean-Louis Anne Madelain Lefebvre de Cheverus
- Arcivescovo Ambrose Maréchal, P.S.S.
- Vescovo John Dubois, P.S.S.
- Arcivescovo John Joseph Hughes
- Cardinale John McCloskey
- Arcivescovo Michael Augustine Corrigan
- Vescovo Charles Edward McDonnell
- Arcivescovo George William Mundelein
- Vescovo James Aloysius Griffin